# Messier 66
A Messier 66 (más néven M66, vagy NGC 3627) egy spirálgalaxis a Leo (Oroszlán) csillagképben.

## Felfedezése
Az M66 spirálgalaxist Charles Messier francia csillagász 1780. március 1-jén fedezte fel, majd katalogizálta.

## Tudományos adatok
Az M66-ban eddig három szupernóvát (SN 1973R, SN 1989B és SN 1997bs) azonosítottak.
A Halton Arp által készített Különleges galaxisok atlasza a 16-os számmal szintén tartalmazza az M66-ot, mint galaxist különálló résszel.

## Galéria
- A Spitzer űrtávcső infravörös képe a Messier 66-ról
- A Messier 66 ultraviola képe a galaxisról